# Karmela Kosovel
Karmela Kosovel, slovenska pianistka, * 26. september 1899, Sežana, † 9. marec 1990, Steinach am Brenner, Tirolska, Avstrija.

## Življenje in delo
Rodila se je v družini  učitelja in zborovodje Antona Kosovela ter matere Katarine (rojena Stres). Ljudsko šolo je obiskovala v Sežani, Pliskovici in Tomaju, zadnje tri razrede pri šolskih sestrah v Mariboru, dekliški licej pa v letih 1912–1916 v Ljubljani ter istočasno v Ljubljani študirala glasbo na Glasbeni matici. V letih 1916–1918 je študij prekinila, od 1918–1922 pa je študirala na tržaškem Conservatoriu di musica Giuseppe Tartini pri profesorici Idi Fredelich. Februarja 1923 je odšla v München, kjer je 1928 končala študij klavirja na tamkajšnji glasbeni akademiji. V letih 1928–1930 je poučevala klavir na ljubljanskem glasbenem konservatoriju, nato odšla na Dunaj, kjer je zasebno poučevala klavir in korepetirala s pevci. 10 marca 1933 se je poročila s slikarjem in profesorjem risanja Alfonzom Graberjem. 
S samostojnimi koncerti je v letih 1927–1930 nastopala v Ljubljani. Njen repertoar je obsegal klavirske skladbe neoklasicistične in romantične dobe. Z bratom Srečkom sta bila zelo povezana, v pismih sta si dajala nasvete in kovala načrte. Nameravala sta prirejati literarne večere, na katerih bi Srečko bral svoje pesmi, ona pa bi spremljala s klavirsko glasbo, toda bratova prezgodnja smrt je te načrte preprečila. Brat je zanjo prevedel tri pesmi v prozi francoskega pesnika Aloysiusa Bertranda, ki jih je Maurice Ravel 1908 uglasbil za klavir pod naslovom Gaspard de la nuit.
O njej je Marko Sosič posnel dokumentarno-igrani film Karmela (2019).